# لقهاوي (أم عزة)
لقهاوي هي إحدى مشيخات المملكة المغربية، تتبع جغرافيا لعمالة الصخيرات تمارة وإداريًا لأم عزة. يقدر عدد سكانها بـ 3489 نسمة حسب الإحصاء الرسمي للسكان والسكنى لسنة 2004.